# تيم ديزي
تيم ديزي (بالإنجليزية: Tim Deasy)‏ هو لاعب كرة قدم بريطاني، ولد في 1 أكتوبر 1985 في سالفورد في المملكة المتحدة. لعب مع ستوكبورت كونتي وماكليسفيلد تاون ونادي ألترينتشام ونادي بارو ونادي برادفورد بارك أفنيو.

## وصلات خارجية
- تيم ديزي على موقع قاعدة بيانات كرة القدم.إي يو (الإنجليزية)
- تيم ديزي على موقع Soccerbase.com (لاعب) (الإنجليزية)
- تيم ديزي على موقع Soccerway.com (الإنجليزية)